# Roy Croft
Roy Croft je básník nebo překladatel spojovaný s napsáním básně Láska (Love), jejíž začátek je často citován ve svatebních proslovech a přáních: "I love you not only for what you are, but for what I am when I am with you" (Miluji tě ne pro to, kým jsi, ale pro to, kým jsem já, když jsem s tebou).
Je shledávána podoba této básně s německou básní nazvanou Ich liebe Dich ( v anglickém překladu "I Love You"), kterou napsal rakouský básník Erich Fried; ta má však více veršů, které Croftova báseň neobsahuje. Croftova verze se objevila v The Family Book of Best Loved Poems, editované Davidem L. Georgem a publikované v roce 1952 u Doubleday & Company, Inc., Garden City, New York.

## Život a dílo
O autorovi básně není nic známo. Pod svým jménem vydal 28 stránkovou sbírku, kterou publikoval v roce 1979 u Blue Mountain Arts Press (oddělení Blue Mountain Arts), vydavatelství se specializovalo na neuznané autory, ti si sami platili za vytištění knihy. V současnosti je známé jako Blue Mountain Arts Inc. a specializuje se na zajímavosti a blahopřání.
Fakta o autorově životě se pokusil získat literární vědec Ted Nesbitt. Zjistil toto:
- Poslal jsem dotaz na jméno Roy Croft do více než 1600 knihoven po celém světě. Nikdo nic nevěděl.
- Na websitech s jeho básní je udáváno datum narození 1907 a rok smrti 1973. Nelze však verifikovat.
- Biography and Genealogy Master Index [4] zahrnuje jméno Roy Croft 1919-1977, ale neudává o něm žádné další informace.
- Hledal jsem také knihu I Love You za pomoci databáze WorldCat,[5] která zahrnuje sbírky tisíců knihoven celého světa. Nevyskytuje se v žádné knihovně.

Někteří amatérští výzkumníci spekulovali, že Roy Croft je pseudonym užívaný překladateli, kteří se chtěli vyhnout placení poplatků za publikování či absolvovat proces obdržení licence. Tento pseudonym by mohl být inspirován jménem vydavetelství Roycroft publishing company ze začátku 20. století.